# Lucilia caerulescens
Lucilia caerulescens este o specie de muște din genul Lucilia, familia Calliphoridae. A fost descrisă pentru prima dată de Johann Wilhelm Meigen în anul 1826.
Este endemică în Austria. Conform Catalogue of Life specia Lucilia caerulescens nu are subspecii cunoscute.